# Jet Jurgensmeyer
Joseph Jet Jurgensmeyer (Nashville, 27 de noviembre de 2004) es un actor y cantante estadounidense. Es conocido por sus papeles como Dudley en la película de Nickelodeon, Legends of the Hidden Temple y Boyd Baxter de la serie de Fox, Last Man Standing.

## Vida y carrera
Jurgensmeyer nació y se crio en Nashville, Tennessee, donde sus padres tenían un restaurante de música en directo y espectáculos. Hizo su debut televisivo con un papel invitado en la serie de televisión de la CBS CSI: Crime Scene Investigation en 2010. En 2012 fue elegido como Spanky, uno de los papeles principales, en la película de 2014 de Alex Zamm The Little Rascals Save the Day.
En 2016 apareció en la película de Disney Channel Adventures in Babysitting, interpretando a Bobby, el hijo mediano de los niños siendo cuidados. El mismo año, Jurgensmeyer fue elegido para la siguiente película para televisión de Nickelodeon Legends of the Hidden Temple, interpretando a Dudley, el más joven de los tres hermanos que viajan a través del templo.
Desde 2018, ha interpretado a Boyd Baxter en la serie de comedia de Fox Last Man Standing, y desde 2019 ha sido parte del elenco de la serie de televisión infantil de Disney Junior T.O.T.S. dándole voz a Pip el Pingüino.
Después de lanzar varios sencillos, Jurgensmeyer lanzó un álbum homónimo en junio de 2019, que fue grabado en Legends Studio en Nashville, Tennessee. El álbum incluye música escrita en colaboración con varios escritores, incluidos Real World, Just Another Moment Away escritos por Sabrina Carpenter, y This is your Moment, A Lot More Love y Say Goodbye por Alivia McKenna.

## Filmografía

### Cine
| Año  | Título                          | Papel            | Notas                           | Ref    |
| ---- | ------------------------------- | ---------------- | ------------------------------- | ------ |
| 2010 | Redemption Road                 | Jet              |                                 |        |
| 2012 | Lukewarm                        | Luke (de joven)  |                                 |        |
| 2013 | Cold Turkey                     | Cypress          | Originalmente titulado Pasadena | [ 4 ]  |
| 2013 | Devil's Knot                    | Stevie Branch    |                                 | [ 15 ] |
| 2013 | Catch                           | Jimmy            | Cortometraje                    |        |
| 2014 | The Little Rascals Save the Day | Spanky           | Papel principal                 | [ 16 ] |
| 2014 | A Belle for Christmas           | Elliot Barrows   |                                 | [ 17 ] |
| 2014 | American Sniper                 | Amigo de Colton  |                                 |        |
| 2015 | Woodlawn                        | Todd             |                                 | [ 18 ] |
| 2017 | Ferdinand                       | Guapo (de joven) | Voz                             | [ 19 ] |
| 2017 | Cupid's Proxy                   | Justin           | Papel principal                 | [ 20 ] |
| 2018 | Robot 7723                      | Junior           | Voz                             | [ 21 ] |
| 2019 | The Legend of 5 Mile Cave       | Tommy Tilwicky   | Papel principal                 | [ 22 ] |

### Televisión
| Año           | Título                                          | Papel                    | Notas                              | Ref    |
| ------------- | ----------------------------------------------- | ------------------------ | ---------------------------------- | ------ |
| 2010          | CSI: Crime Scene Investigation                  | Conner Wilson            | Episodio: Lost and Found           | [ 3 ]  |
| 2011          | Grey's Anatomy                                  | Jack Hobart              | Episodio: Unaccompanied Minor      |        |
| 2011–2012     | Special Agent Oso                               | Gabriel / Aiden / Rudy   | Voces; 3 episodios                 | [ 23 ] |
| 2012          | Bad Girls                                       | Aiden                    | Película para TV                   |        |
| 2012          | Austin & Jessie & Ally: Estrellas del Año Nuevo | Stevie                   | Papel invitado                     | [ 24 ] |
| 2013          | Last Rights the Series                          | Concord                  | Película para TV                   |        |
| 2013          | Changing Seasons                                | Bryce                    | Película para TV                   |        |
| 2013–2016     | Bubble Guppies                                  | Nonny                    | Voz; papel principal               | [ 25 ] |
| 2014          | Hot in Cleveland                                | Anthony                  | Episodio: The Italian Job          |        |
| 2014          | Marry Me                                        | Mason                    | Episodio: Scary Me                 |        |
| 2015          | Pickle & Peanut                                 | Dr. Pamplemousse         | Episodio: Cookie Racket/Busted Arm | [ 26 ] |
| 2015          | Black-ish                                       | Caleb                    | 2 episodios                        |        |
| 2016          | Adventures in Babysitting                       | Bobby Anderson           | Película para televisión           | [ 27 ] |
| 2016          | Shimmer & Shine                                 | Kaz                      | Papel recurrente                   | [ 28 ] |
| 2016          | Legends of the Hidden Temple                    | Dudley                   | Película para televisión           | [ 29 ] |
| 2017          | Puppy Dog Pals                                  | Orby                     | Papel recurrente                   | [ 23 ] |
| 2017          | Hey Arnold!: The Jungle Movie                   | Stinky Peterson          | Película para televisión           | [ 30 ] |
| 2017          | Will & Grace                                    | Skip                     | Episodio: Grandpa Jack             | [ 31 ] |
| 2017-2020     | The Stinky and Dirty Show                       | Dirty                    | Voz; papel principal               | [ 32 ] |
| 2018          | Babysitter’s Nightmare                          | Toby Andrews             | Película para televisión           | [ 23 ] |
| 2018-2020     | Last Man Standing                               | Boyd Baxter              | Papel recurrente                   | [ 33 ] |
| 2019-presente | TOTS: Servicio de Entrega de Animalitos         | Pip el Pingüino          | Voz; papel principal               | [ 34 ] |
| 2020          | Ozark                                           | Jason Bateman (de joven) | Papel recurrente                   | [ 35 ] |

## Premios y nominaciones
| Año  | Premio               | Categoría                                                                        | Nominación por                  | Resultado | Ref    |
| ---- | -------------------- | -------------------------------------------------------------------------------- | ------------------------------- | --------- | ------ |
| 2012 | Premios Young Artist | Mejor actuación de voz - Joven actor                                             | Special Agent Oso               | Nominado  | [ 36 ] |
| 2013 | Premios Young Artist | Mejor interpretación en un papel de doblaje en televisión - Actor joven          | Special Agent Oso               | Nominado  | [ 25 ] |
| 2013 | Premios Young Artist | Mejor actuación en una serie de televisión - Actor invitado de 10 o más          | Austin & Ally                   | Nominado  | [ 37 ] |
| 2015 | Premios Young Artist | Mejor actuación en una película para DVD                                         | The Little Rascals Save the Day | Nominado  | [ 38 ] |
| 2016 | Premios Young Artist | Mejor actuación de voz - Actor joven (menores de 11 años)                        | Bubble Guppies                  | Nominado  | [ 39 ] |
| 2016 | Premios Young Artist | Mejor actuación en un largometraje - Actor joven de reparto (Menores de 13 años) | Woodlawn                        | Nominado  | [ 40 ] |
| 2018 | Premios Young Artist | Mejor actuación en una serie de televisión - Actor joven invitado                | Will & Grace                    | Nominado  | [ 41 ] |